# Tyô-no-kubo
Koordinaten: 71° 33′ S, 35° 36′ O
Tyô-no-kubo (von japanisch 蝶のくぼ ‚Schmetterlingskessel‘) ist eine karförmige Senke im ostantarktischen Königin-Maud-Land. Im Königin-Fabiola-Gebirge liegt sie im Südwesten des Mount Eyskens.
Japanische Wissenschaftler nahmen 1960 Vermessungen und 1981 die Benennung der Senke in Anlehnung an Tyô-ga-take, einen Nebengipfel des Mount Eyskens, vor.